# 寺山義雄
寺山 義雄（てらやま よしお、1919年3月28日 - 2002年10月26日）は、農政ジャーナリスト。
埼玉県大宮市（現さいたま市）出身。1943年早稲田大学政治経済学部卒、同盟通信社に入社、1945年共同通信社、1962年論説委員。79年退社。農政について多くの記事を書き、取材を行った。
2002年10月26日死去。83歳没。

## 著書
- 『農政意外史20年』家の光協会 レインボウブックス 1965
- 『戦後歴代農相論』富民協会 1970
- 『生きている農政史 対談集』家の光協会 1974
- 『あの時この人 農政秘史』楽游書房 1979
- 『続・あの時この人』楽游書房 1985

### 共編著
- 『農業百年かわら版 生きている農業のことば』山路健共著 家の光協会 1968
- 『ありがとう磁化療法』編著 富民協会 1991
- 『農業・農村に未来はあるか 桧垣ぶし回想と展望』檜垣徳太郎共著 地球社 1998

## 論文
- 寺山義雄